# Vaughnsville
Vaughnsville – jednostka osadnicza w Stanach Zjednoczonych, w stanie Ohio, w hrabstwie Portage.